# 김민재 (2001년)
김민재(한국 한자: 金民在, 2001년 6월 2일 ~ )는 대한민국의 축구 선수로, 포지션은 골키퍼이다. 현재 K리그2 김포 FC 소속이다.